# Winter Equestrian Festival

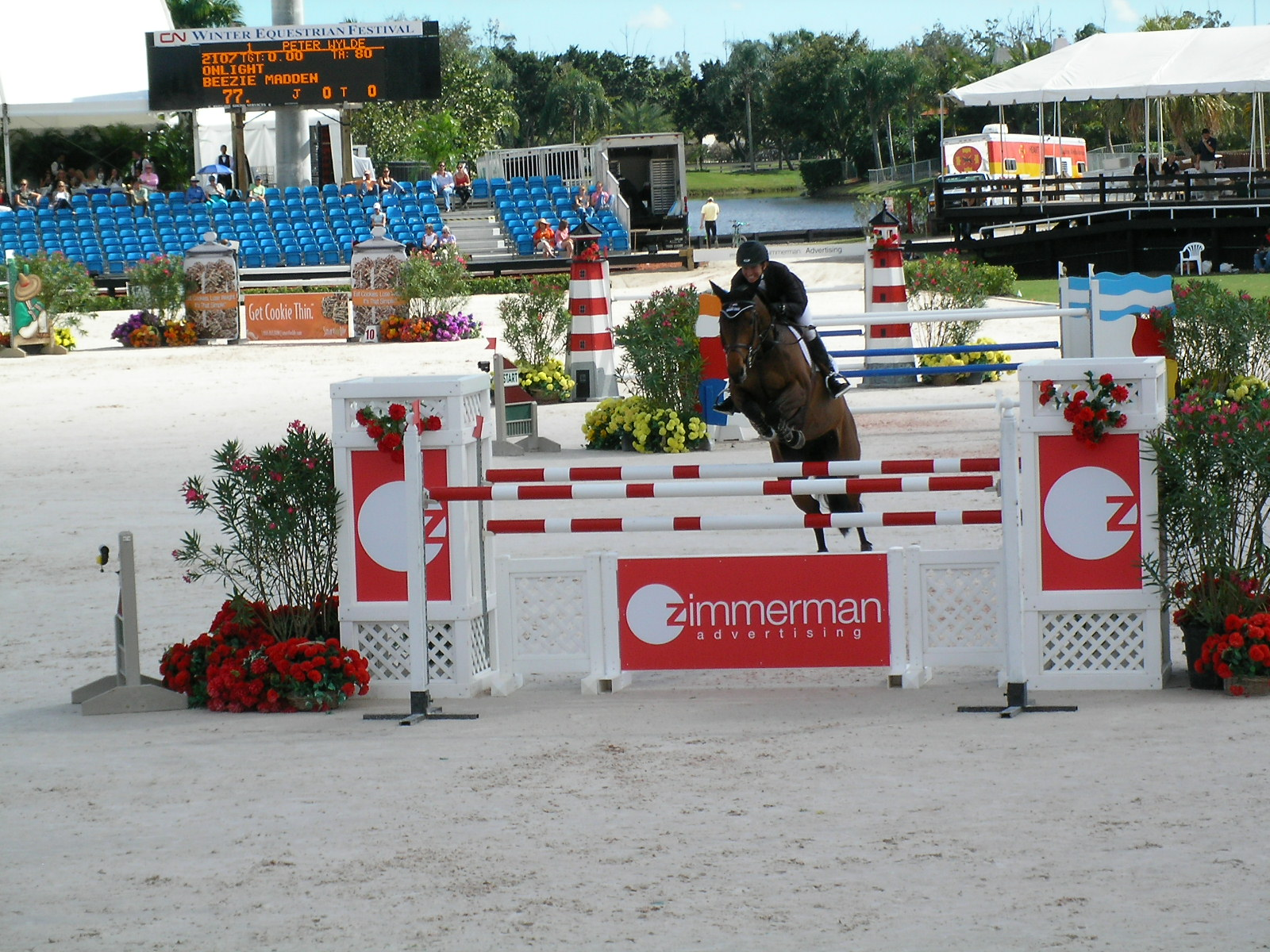
Beezie Madden beim Winter Equestrian Festival

Das Winter Equestrian Festival (kurz: WEF) ist eine Reitsportveranstaltung, die seit 1974 alljährlich ausgetragen wird. Es ist die wohl größte und längste Springportveranstaltung der Welt.

## Anlage und Umgebung
Die Veranstaltung findet bei „Wellington International“ (bis 2021 im Palm Beach International Equestrian Center) statt. Die Anlage liegt etwa 15 Kilometer westlich vom Flughafen West Palm Beach.
Die Pferdesportanlage umfasst 45 Hektar, verfügt über 18 Turnierplätze, über 550 feste Boxen und befindet sich im Zentrum eines 3200 Hektar großen Pferdesportareals. In der Nähe befindet sich das National Polo Center, das ein großer Veranstaltungsort für Polo Turniere ist.
Neben dem WEF finden noch andere Reitturniere statt, beispielsweise die ESP Annual Series, die an 28 Wochenenden stattfindet. Im Gegensatz zum WEF, mit rund fünf Wettkampftagen pro Woche, finden bei der ESP Annual Series typischerweise nur drei Wettkampftage pro Woche statt.

## Winter Equestrian Festival
Das Winter Equestrian Festival ist eine Serie von Springturnieren. Sie findet jährlich von Januar bis April in Wellington, Florida, statt und dauert insgesamt 12 Wochen an.
Es gibt Wettbewerbe für alle Altersklassen von Kinder bis Senioren auf allen Leistungsniveaus. Jährlich nehmen rund 8.000 Pferde teil. Im Rahmen des Winter Equestrian Festival wird ein CSIO4* ausgetragen.
Das Winter Equestrian Festival war 2006, 2007 und 2015 Station der Global Champions Tour.

## Global Dressage Festival
Seit 2012 findet parallel zum Winter Equestrian Festival der Springreiter wenige Kilometer entfernt im Equestrian Village in Wellington die achtwöchige Dressurturnierserie Global Dressage Festival statt. Vorläufer des Global Dressage Festival war das 1983 gegründete Palm Beach Dressage Derby, das in White Fences, Loxahatchee nahe Wellington mit Pferdetausch ausgetragen wurde. 2013 wurden die Rechte am Palm Beach Dressage Derby an das Global Dressage Festival verkauft und fortan wurde die Prüfung dort ausgetragen.
Es werden nationale Dressurwettbewerbe und internationale Wettbewerbe mit sieben FEI-Dressurveranstaltungen, die insgesamt mit 650.000 US-Dollar dotiert sind. Anlage umfasst die überdachte Van-Kampen-Arena sowie vier Turnierplätze mit guten Belag und 200 permanenten Boxen.
Mark Bellissimo ist Eigentümer des Equestrian Village und des Palm Beach International Equestrian Center. Aufgrund eines Bauprojekts von Bellissimo ist jedoch die Zukunft des AGDF ungewiss. Um das Bauprojekt zu ermöglichen, sollen rund 39 ha aus dem über 3500 ha großen Reitsportreservat ausgezont werden.
Die Etappen in den Vereinigten Staaten des Nations Cups im Dressurreiten wurden in den Jahren 2016, 2017, 2018, 2019 und 2021 in Wellington ausgetragen.

## Auktion
Im Rahmen des Winter Equestrian Festival findet seit 2021 alljährlich auch eine Sportpferdauktion statt. Es kann jeweils auf rund ein Dutzend Pferde des niederländischen KWPN Gestüts VDL Stud aus Beers (Friesland) geboten werden. 2023 wurden 14 Pferde für 2,6 Mio. $ verkauft, was einem Durchschnittspreis von rund 190 000 $ entspricht.